# 위육
위육(韋育, ? ~ ?)은 전한 말기의 제후로, 경조윤 두릉현(杜陵縣) 사람이다. 승상 위현성의 손자이다.

## 생애
원연 원년(기원전 12년), 아버지 위관의 뒤를 이어 부양후(扶陽侯)에 봉해졌다.
시호를 희라 하였고, 작위는 아들 위침이 이었다.

## 출전
- 반고, 《한서》 권18 외척은택후표·권73 위현전

| 선대 아버지 부양경후 위관 | 전한의 부양후 기원전 12년 ~ ? | 후대 아들 부양절후 위침 |